# Calileptoneta californica
Espèce
Synonymes
- Leptoneta californica Banks, 1904

Calileptoneta californica est une espèce d'araignées aranéomorphes de la famille des Leptonetidae.

## Distribution
Cette espèce est endémique de Californie aux États-Unis. Elle se rencontre dans les comtés de Contra Costa, de Napa et de Santa Clara.

## Description
Le mâle néotype mesure 1,93 mm et la femelle 2,31 mm.

## Étymologie
Son nom d'espèce lui a été donné en référence au lieu de sa découverte, la Californie.

## Publication originale
- Banks, 1904 : Some Arachnida from California. Proceedings of the California Academy of Sciences, sér. 3, vol. 3, no 13, p. 331-376 (texte intégral).